# Xanthorhoe alticolata
Xanthorhoe alticolata är en fjärilsart som beskrevs av Barnes och Mcdunnough 1916. Xanthorhoe alticolata ingår i släktet Xanthorhoe och familjen mätare. Inga underarter finns listade i Catalogue of Life.